# Curtatone
Curtatone és un municipi situat al territori de la província de Màntua, a la regió de la Llombardia, (Itàlia).
Curtatone limita amb els municipis de Borgoforte, Castellucchio, Mantova, Marcaria, Porto Mantovano, Rodigo i Virgilio.
Pertanyen al municipi les frazioni de Buscoldo, Eremo, Grazie, Levata, Montanara, Ponteventuno, San Lorenzo, San Silvestro di Curtatone, Curtatone i Mezzalana.

## Galeria

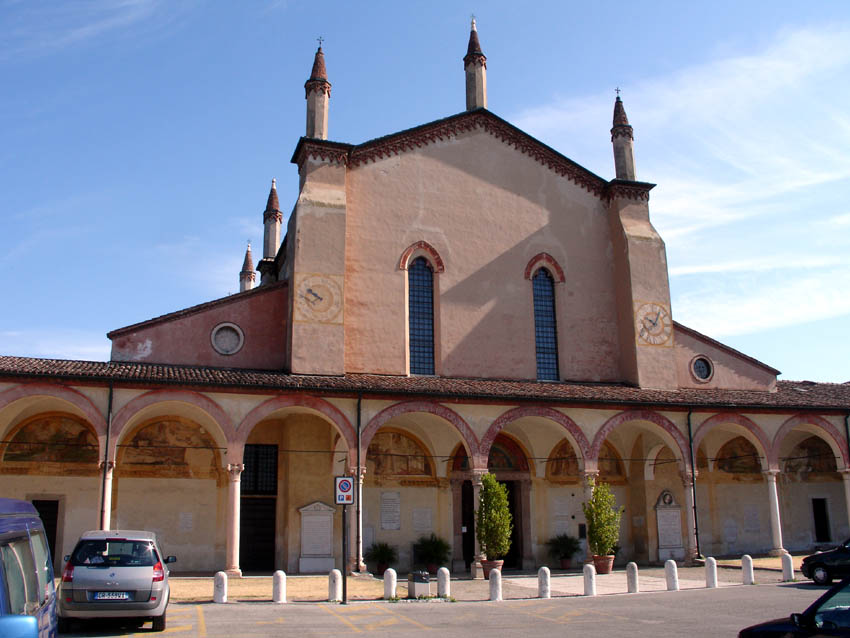
Església de 'La Grazie'
Localització de Curtatone a la província de Màntua